# Dance Fever
Dance Fever —en español, Fiebre del baile— es el quinto álbum de estudio del grupo británico Florence and the Machine, que fue lanzado mundialmente el 13 de mayo de 2022 por el sello discográfico Polydor. El álbum fue precedido por tres sencillos: «King», «My Love» y «Free».

## Antecedentes
A principios de 2022, se confirmó que la banda encabezaría numerosos festivales de música de verano, incluido el festival de Mad Cool en Madrid.
El 21 de febrero de 2022, numerosos fanes de la banda recibieron una carta de tarot de estilo medieval por correo que mostraba una foto de Florence Welch vestida con ropa de época. La tarjeta tenía la palabra «King» y cada sobre estaba inscrito con las palabras «Florence + the Machine - Chapter 1» en el reverso. Ese mismo día, comenzaron a aparecer vallas publicitarias digitales en Londres que mostraban la misma imagen de Welch que estaba impresa en la tarjeta. El sitio web de la banda también se actualizó con quince cartas del tarot, la primera de las cuales presentaba el diseño del anuncio publicitario. El sencillo, titulado, «King», se lanzó digitalmente el 23 de febrero de 2022 junto con su video musical.  Poco después, el 7 de marzo, se lanzó el segundo sencillo, «Heaven is Here».
El 9 de marzo de 2022, Welch publicó la portada del álbum en su cuenta de Instagram en una publicación que anunciaba la fecha de la preventa del álbum. Describió el álbum como "un cuento de hadas en 14 canciones» en la misma publicación. El anuncio fue seguido del lanzamiento del tercer sencillo «My Love» el 10 de marzo.

## Grabación
La mayor parte del álbum fue grabado en Londres. Las primeras sesiones de grabación del álbum estaban originalmente programadas para marzo de 2020 en la ciudad de Nueva York, pero se cancelaron después de que la Organización Mundial de la Salud declarara al COVID-19 como una pandemia. Mientras grababa el "himno" Dance Fever, Welch y sus colaboradores fomentaron un sonido «dance, folk, Iggy Pop de los 70» en la línea de «Lucinda Williams o Emmylou Harris y más» que está destinado a ser disfrutado durante «el regreso de clubes, música en vivo y baile en festivales».
El título del álbum se inspiró en la fascinación de Welch por la coreomanía.

## Recepción crítica
Dance Fever ha sido aclamado por la crítica. En Metacritic, página web donde se le asigna una calificación normalizada de 100 a las revisiones de publicaciones convencionales, el álbum fue aclamado universalmente con un promedio de 85, basado en 15 críticas. Escribiendo para AllMusic, Neil Z. Yeung, le dio al álbum cuatro de cinco estrellas y lo comparó con los lanzamientos anteriores de la banda Lungs (2009) y How Big, How Blue, How Beautiful (2015) describiéndolo como  «profundidad emocional y poder edificante». Concluyó su reseña escribiendo que el álbum marcó «una generosa ofrenda a las diosas de la danza y la energía reparadora».
Sophia McDonald de la revista digital Clash Music calificó el álbum con nueve de diez estrellas, calificándolo de «tan majestuoso como auténtico». Además, lo elogió por su «conciencia de sí mismo» y lo consideró «maravillosamente honesto». McDonald lo consideró «[una] fiesta de baile para liberar tus demonios, ellos [Florence and the Machine] lanzaron otro hechizo líricamente y musicalmente hermoso».

## Composición

### Música y letras
Musicalmente, Dance Fever ha sido describo como un álbum de pop rock, pop barroco, y pop progresivo con influencias de indie pop, folk, disco, electrónica, psicodélica, industrial, y palabra hablada.

## Promoción

### Sencillos
El primer sencillo, King, fue lanzado después de que varios grupos de fanes de la banda recibieran una carta con una imagen suya y el título de "Florence + the Machine - Chapter 1», el 23 de febrero de 2022.
Poco después, el 7 de marzo se lanzó el segundo sencillo Heaven Is Here. Estos videos se grabaron en la ciudad de Kiev poco antes de la invasión rusa de Ucrania en febrero de 2022. Welch dedicó el video musical Heaven is Here al pueblo de Ucrania en medio de la invasión rusa.
El 9 de marzo de 2022, Welch publicó la portada del álbum en su cuenta de Instagram en una publicación que anunciaba la fecha de la preventa del álbum. Describió el álbum como "un cuento de hadas hecho en 14 canciones» en la misma publicación. El anuncio fue seguido por el lanzamiento del tercer sencillo My Love el 10 de marzo.

### Gira musical
El 28 de marzo de 2022, Welch anunció el Dance Fever Tour para promocionar el álbum. La gira está programada para comenzar el 2 de septiembre de 2022 en Place Bell en Laval, Quebec, y concluirá el 21 de marzo de 2023 en el Spark Arena en Auckland, Nueva Zelanda.

## Lista de canciones
Créditos adaptados de Apple Music.
- Edición estándar

| Dance Fever |                     |                                   |                                    |          |  |
| N.º         | Título              | Escritor(es)                      | Productor(es)                      | Duración |  |
| 1.          | «King»              | Florence Welch y Jack Antonoff    | Welch y Antonoff                   | 4:40     |  |
| 2.          | «Free»              | Welch y Antonoff                  | Welch, Dave Bayley y Antonoff      | 3:54     |  |
| 3.          | «Choreomania»       | Welch, Antonoff y Thomas Bartlett | Welch, Antonoff y Thomas Bartlett  | 3:33     |  |
| 4.          | «Back in Town»      | Welch y Antonoff                  | Welch y Antonoff                   | 3:56     |  |
| 5.          | «Girls Against God» | Welch y Antonoff                  | Welch y Antonoff                   | 4:40     |  |
| 6.          | «Dream Girl Evil»   | Welch                             | Welch, Antonoff, Bartlett y Bayley | 3:47     |  |
| 7.          | «Prayer Factory»    | Welch y Antonoff                  | Welch y Bayley                     | 1:13     |  |
| 8.          | «Cassandra»         | Welch y Thomas Hull               | Welch, Antonoff y Hull             | 4:18     |  |
| 9.          | «Heaven is Here»    | Welch                             | Welch, Antonoff, Hull y Bayley     | 1:51     |  |
| 10.         | «Daffodil»          | Welch y Bayley                    | Welch y Bayley                     | 3:34     |  |
| 11.         | «My Love»           | Welch y Bayley                    | Welch y Bayley                     | 3:51     |  |
| 12.         | «Restraint»         | Welch y Bayley                    | Welch, Hull y Bayley               | 0:48     |  |
| 13.         | «The Bomb»          | Welch, Robert Ackroyd y Bartlett  | Welch, Bartlett y Bayley           | 2:45     |  |
| 14.         | «Morning Elvis»     | Welch y Bayley                    | Welch, Antonoff y Bayley           | 4:22     |  |
| 47:12       |                     |                                   |                                    |          |  |

| Bonus tracks |                            |                  |          |  |
| N.º          | Título                     | Escritor(es)     | Duración |  |
| 15.          | «Cassandra (acústico)»     | Welch y Hull     | 4:07     |  |
| 16.          | «Free (acústico)»          | Welch y Antonoff | 4:04     |  |
| 17.          | «Morning Elvis (acústico)» | Welch y Bayley   | 3:53     |  |
| 18.          | «My Love (acústico)»       | Welch y Bayley   | 3:30     |  |
| 19.          | «Search and Destroy»       | Iggy Pop         | 4:01     |  |
| 66:47        |                            |                  |          |  |

| Dance Fever: Complete Edition (bonus track) |                            |                  |          |  |
| N.º                                         | Título                     | Escritor(es)     | Duración |  |
| 15.                                         | «Mermaids»                 | Welch y Bayley   | 4:35     |  |
| 16.                                         | «King (poem version)»      | Welch y Antonoff | 3:00     |  |
| 17.                                         | «My Love (poem version)»   | Welch y Bayley   | 2:52     |  |
| 18.                                         | «Cassandra (poem version)» | Welch y Harpoon  | 4:00     |  |
| 61:39                                       |                            |                  |          |  |

## Créditos y personal
Créditos adaptados de Tidal y las notas del álbum.

### Florence + the Machine
- Florence Welch – voz (todas las canciones), arreglo de cuerdas (1, 2, 5, 6, 8, 11), percusión (2, 6, 9, 10), piano (2, 6), guitarra acúsitca (9)
- Isabella Summers – coros (todas las canciones)
- Robert Ackroyd – guitarra eléctrica (13)
- Tom Monger - harpa (todas las canciones)
- Cyrus Bayandor - bajo
- Aku Orraca-Tetteh – coros (3, 4, 6)
- Dionne Douglas - violín
- Hazel Mills – coros (todas las canciones)
- Sam Doyle – batería

### Otros músicos
| - Jack Antonoff – guitarra acústica (1–3, 5, 8), bajo (1–6, 8), batería (1–6, 8, 13), Mellotron (1–4), percusión (1–3, 8), piano (1–4, 6), programador (1–3, 6, 9, 14), bells (2, 3), guitarra eléctrica (2, 3, 5), órgano (2, 5, 8), guitarra acústica de 12 acordes (3, 8), slide (5, 13), sintetizador (5, 6, 8), campanas tubulares (8, 9), órgano de Wurlitzer (8) - Evan Smith – saxofón (1, 3, 5), sintetizador (1) - Tom Moth – arpa, arreglos (1, 2, 5, 6, 8, 11) - Bobby Hawk – violín (1–4) - Eric Byers – chelo (2–4) - Dave Bayley – guitarra eléctrica (2, 6, 7, 10–12, 14), strings (2, 11, 14), programador (5, 7, 9–12, 14), bells (6), percusión (6, 7, 11, 14), piano (6, 10, 11), sintetizador (6, 9, 10), bajo (7, 10, 11, 14), órgano (7, 12), guitarra acústica (10), batería (10, 11, 14), Mellotron (10, 14), teclados (11) - Thomas Bartlett – percusión (3), piano (3, 13), sintetizador (3, 4, 6, 13); acordes, batería, teclados (13) - Maggie Rogers – coros (5, 6) - Leo Abrahams – guitarra acústica (6), guitarra eléctrica (6, 10, 14) - Steve Pearce – bajo (6) - Ian Thomas – batería (6) | - Mark Brown – saxofón (6) - Sally Herbert – arreglos de cuerda (6) - Paul Burton – trombón (6) - Joe Auckland – trompeta (6) - Mikey Freedom Hart – guitarra acústica (7, 14), viola (7); falsete, guitarra de acero con pedal (14) - Kid Harpoon – bajo, batería, guitarra eléctrica, piano (8, 9); percusión (8) - Chris Worsey – chelo (11) - Ian Burdge – chelo (11) - Everton Nelson – violín (11) - Gillon Cameron – violín (11) - Julia Singleton – violín (11) - Kate Robinson – violín (11) - Lucy Wilkins – violín (11) - Marianne Haynes – violín (11) - Natalia Bonner – violín (11) - Nicky Sweeney – violín (11) - Richard George – violín (11) - Rick Koster – violín (11) |

## Posicionamiento en listas

### Semanales
| Listas (2022)                           | Mejor posición |
| --------------------------------------- | -------------- |
| Alemania (Offizielle Top 100)           | 2              |
| Australia (ARIA)                        | 2              |
| Austria (Ö3 Austria)                    | 4              |
| Bélgica (Ultratop Flandes)              | 2              |
| Bélgica (Ultratop Valonia)              | 5              |
| Canadá (Billboard Canadian Albums)      | 7              |
| Croacia (HDU)                           | 4              |
| Escocia (Scottish Albums Chart)         | 1              |
| España (Promusicae)                     | 5              |
| Estados Unidos (Billboard 200)          | 7              |
| Estados Unidos (Top Alternative Albums) | 1              |
| Estados Unidos (Top Rock Albums)        | 1              |
| Estados Unidos (Top Tastemaker Albums)  | 1              |
| Finlandia (Suomen virallinen lista)     | 11             |
| Grecia (IFPI)                           | 26             |
| Hungría (MAHASZ)                        | 36             |
| Irlanda (OCC)                           | 2              |
| Italia (FIMI)                           | 14             |
| Lituania (AGATA)                        | 39             |
| Nueva Zelanda (RMNZ)                    | 2              |
| Noruega (VG‑lista)                      | 15             |
| Países Bajos (Album Top 100)            | 2              |
| Polonia (ZPAV)                          | 10             |
| Portugal (AFP)                          | 2              |
| Reino Unido (UK Albums Chart)           | 1              |
| Suecia (Sverigetopplistan)              | 23             |
| Suiza (Schweizer Hitparade)             | 7              |

### Anuales
| Listas (2022)               | Mejor posición |
| --------------------------- | -------------- |
| Bélgica (Ultratop Flanders) | 84             |
| Portugal (AFP)              | 76             |
| Reino Unido (OCC)           | 89             |

## Certificaciones
| País        | Organismo certificador | Certificación | Ventas certificadas | Ref    |
| ----------- | ---------------------- | ------------- | ------------------- | ------ |
| Reino Unido | BPI                    | Plata         | 60 000              | [ 59 ] |